# Seymour Cromwell
Seymour „Sy“ Legrand Cromwell II (* 17. Februar 1934 in New York City; † 2. Mai 1977 in Cambridge, Massachusetts) war ein amerikanischer Ruderer.
Cromwell war über Jahre der beste amerikanische Skuller, er gewann sieben nationale Meisterschaften im Einer und weitere im Doppelzweier. 1962 gewann er im Einer bei den Weltmeisterschaften die Bronzemedaille hinter Wjatscheslaw Iwanow aus der Sowjetunion und dem Briten Stuart MacKenzie. 1963 siegte er bei den Panamerikanischen Spielen im Einer. Bei seiner einzigen Olympiateilnahme 1964 in Tokio trat er mit James Storm im Doppelzweier an und gewann die Silbermedaille hinter dem sowjetischen Doppelzweier mit Oleg Tjurin und Boris Dubrowski. Im gleichen Jahr gewann Cromwell auch die Diamond Sculls bei der Henley Royal Regatta. Zwei Jahre später erkämpften Seymour und Storm die Silbermedaille bei den Weltmeisterschaften 1966 hinter den Schweizern Melchior Bürgin und Martin Studach. Cromwell blieb bis kurz vor seinem Tod aktiver Ruderer, bei der Olympiaqualifikation 1976 wurde er Dritter. Neben seiner Ruder-Karriere war er auch als Bergsteiger und Segler aktiv.
Cromwell graduierte 1956 in Princeton und studierte später am MIT und in Harvard. Nach einer kurzen Laufbahn als Schiffsbauer wechselte er ins Lehrfach. Er starb 1977 an Bauchspeicheldrüsenkrebs.